# GOLDEN☆BEST 来生たかお ビジターズ
『GOLDEN☆BEST 来生たかお VISITORS』（ゴールデンベスト きすぎたかお ビジターズ）は、2004年にリリースされた来生たかおのベスト・アルバム（CD〈規格品番：UPCY-6006〉）である。

## 概要
※原則的に、来生たかおは“来生”に省略、来生えつこは“来生えつこ”と表記。
複数のレコード会社による合同企画『ゴールデン☆ベスト』シリーズの1枚で、『GOLDEN☆BEST 来生たかお バイオグラフィー』（2003年11月26日リリース）に続く第2弾として、来生の企画アルバム『Visitor』を基調に、桃井かおり、斉藤由貴とのデュエットを含む、主に提供曲のセルフカバーで構成されている。
作曲家として多くの楽曲を提供しているため、元々自作自演曲だったにもかかわらずセルフカバーと思われがちな楽曲も存在する。岡村孝子が歌ったホンダ・トゥデイのCMソング「はぐれそうな天使」（1986年3月20日リリース）は、元々1985年9月10日に来生のオリジナル・シングルとしてリリースされており、岡村がカバーしたものである。

## パッケージの体裁

### アルバムタイトル
ジャケット
“TAKAO KISUGI GOLDEN☆BEST VISITORS”
ケースの側面部
？
帯
“来生たかお ゴールデン☆ベスト ビジターズ”
なお、各種ディスコグラフィーによっても表記は片仮名やアルファベットになっている。

### 帯のコピー
アナザー・サイド・バイオグラフィー 桃井かおり、斉藤由貴とのデュエット曲収録。

## 収録曲
1. マイ・ラグジュアリー・ナイト（4:51）
  - 作詞：来生えつこ ／ 作曲：来生たかお ／ 編曲：福井崚
  - しばたはつみへの提供曲（1977年7月10日シングル・リリース）で、マツダ「コスモ」のCMソングとして使用された。また、『第28回NHK紅白歌合戦』でも歌われた。
  - 来生はベスト・アルバム『BIOGRAPHY』で初めてカバーしているが、本アルバムには企画アルバム『Visitor』のヴァージョンが収録されている。
2. 燃えつきて、ディザイア（5:19） 
  - 作詞：来生えつこ ／ 作曲：来生たかお ／ 編曲：星勝
  - 豊島たづみへの提供曲（1982年）で、サンリオ出版「シルエットディザイア」CFイメージソングとして使用された。
  - 来生は企画アルバム『Visitor』でカバーしている。
3. スローモーション（4:27）
  - 作詞：来生えつこ ／ 作曲：来生たかお ／ 編曲：星勝
  - 中森明菜への提供曲（1982年5月1日シングル・リリース）。
  - 来生は企画アルバム『Visitor』でカバーしている。
4. 美しい女（4:44）
  - 作詞： 山川啓介 ／ 作曲：来生たかお ／ 編曲：松井忠重
  - 町田義人への提供曲（「美しい女…エメラルダス」として1979年5月10日リリース）で、文化放送『セイ!ヤング』のラジオドラマ『スペースファンタジーエメラルダスll』のメインテーマとして使用された。
  - 来生のカバーは企画アルバム『来生たかお』に初めて収録された。また、第11弾オリジナル・シングル「夢の途中-セーラー服と機関銃-」（1981年11月10日リリース）のB面では新たな編曲で歌っている。
5. とめどなく（5:00）
  - 作詞：来生えつこ ／ 作曲：来生たかお ／ 編曲：星勝
  - 石川セリへの提供曲で、アルバム『MÖBIUS』（1982年10月5日リリース）に収録された。
  - 来生は企画アルバム『Visitor』でカバーしている。
6. ねじれたハートで（3:56）
  - 作詞：来生えつこ ／ 作曲：来生たかお ／ 編曲：星勝
  - 1982年7月21日にリリースされた、桃井かおりとのデュエットによるシングル。桃井には以前から楽曲提供をしていたが、桃井がレコード会社を移籍した折り、デュエットの話が持ち上がったという。来生は、映画『青春の蹉跌』『赤い鳥逃げた?』等で桃井のファンだったが、憧れの人は会わずに遠くで見ている方が良いと語っている[2]。
  - 来生は、企画アルバム『Visitor』ではソロで、オリジナルアルバム『avantage』では来生えつことのデュエットでカバーしている。
7. シルエット・ロマンス（5:33） 
  - 作詞：来生えつこ ／ 作曲：来生たかお ／ 編曲：星勝、萩田光雄
  - 大橋純子への提供曲（1981年11月25日シングル・リリース）で、サンリオ出版「シルエット・ロマンス」CFイメージソングとして使用された。大橋は第24回輝く!日本レコード大賞にて最優秀歌唱賞を受賞した。また、来生のデビュー25周年記念オリジナル・アルバム『Dear my company』ではデュエットが実現している。
  - 来生は、第12弾オリジナル・シングル「気分は逆光線」及びベスト・アルバム『BIOGRAPHY II』で初めてカバーしているが、本アルバムには企画アルバム『Visitor』のヴァージョンが収録されている。
8. 裸足で散歩（3:46）
  - 作詞：来生えつこ ／ 作曲：来生たかお ／ 編曲：椎名和夫
  - 小堺一機への提供曲だが、タイトルと歌詞を改変した「日曜はダメ」としてアルバム『The Nextdoor Boy』（1986年8月21日リリース）に収録された。
  - 来生は第17弾オリジナル・シングル「白いラビリンス（迷い）」（1984年11月1日リリース）のB面でカバーしている。
9. 白いラビリンス（迷い）（5:03） 
  - 作詞：来生えつこ ／ 作曲：来生たかお ／ 編曲：ポール・モーリア
  - 中森明菜への提供曲で、アルバム『POSSIBILITY』（1984年10月10日リリース）に収録されたが、その際のタイトルは「白い迷い（ラビリンス）」である。
  - 来生は第17弾オリジナル・シングルとしてカバーしている。
10. 疑問符（4:34）
  - 作詞：来生えつこ ／ 作曲：来生たかお ／ 編曲：ポール・モーリア
  - 河合奈保子への提供曲。
  - 来生は企画アルバム『LABYRINTH』でカバーしている。
11. はぐれそうな天使（4:08） 
  - 作詞：来生えつこ ／ 作曲：来生たかお ／ 編曲：武部聡志
  - 岡村孝子がカバーした楽曲で、本田技研工業「トゥデイ」のCMソングとして使用された。
  - 来生は第18弾オリジナル・シングルとして1985年9月10日にリリースしている。なお、来生のヴァージョンも上記CMで使用されている。
12. 楽園のDoor（4:43） 
  - 作詞：小倉めぐみ ／ 作曲：来生たかお ／ 編曲：清水信之
  - 南野陽子への提供曲（1987年1月10日シングル・リリース）で、 CX系テレビドラマ『スケバン刑事II 少女鉄仮面伝説』の主題歌として使用された。
  - 来生はオリジナルアルバム『Étranger』でカバーしている。
13. ORACIÓN -祈り-（3:37） 
  - 作詞：来生えつこ ／ 作曲：来生たかお ／ 編曲：武部聡志
  - 斉藤由貴とのデュエットによるシングル（1988年6月21日リリース）で、フジテレビ開局30周年記念映画『優駿 ORACION』のイメージソングとして使用された。リリースに際し、東京のレコーディング・スタジオにおいて制作記者発表が開かれ、2人はその場でも歌っている[3] 。また、TBS系音楽番組『ザ・ベストテン』（1988年7月7日放送）では、2元中継で歌われた。
  - 来生は、第22弾オリジナル・シングル（1988年7月25日リリース）としてソロでカバーしている。
14. 語りつぐ愛に（3:53）
  - 作詞：来生えつこ ／ 作曲：来生たかお ／ 編曲：萩田光雄
  - 薬師丸ひろ子への提供曲で、NTV系2時間ドラマ『水曜グランドロマン』のテーマソングとして使用された。
  - 来生は、第23弾オリジナル・シングル（1989年4月12日リリース）としてカバーしている。
15. セカンド・ラブ（4:00）
  - 作詞：来生えつこ ／ 作曲：来生たかお ／ 編曲：星勝
  - 中森明菜への提供曲で、来生のオリジナル・アルバム『Dear my company』ではデュエットが実現している[4]。
  - 来生は企画アルバム『Visitor』で初めてカバーしているが、本アルバムには第25弾オリジナル・シングル「夢より遠くへ」（1990年11月28日リリース）のカップリングで、セイコー「クレオ&カデット」TV-CFイメージソングとして使用されたヴァージョンが収録されている。
16. めざめ（4:12） 
  - 作詞：西田佐知子 ／ 作曲：来生たかお ／ 編曲：Gilles GAMBUS
  - 平井菜水への提供曲（1990年4月21日シングル・リリース）で、 NTV系『知ってるつもり?!』のエンディングテーマとして使用された[5]。
  - 来生は、第26弾オリジナル・シングル（1991年10月25日リリース）のカップリング及び企画アルバム『LABYRINTH II』でカバーしている。
17. With（4:15） 
  - 作詞：来生えつこ ／ 作曲：来生たかお ／ 編曲：Gilles GAMBUS
  - 小堺一機への提供曲（1986年8月21日リリース）で、TBSラジオ『コサキンDEワァオ!』（他、同局のコサキンの各番組）のエンディングテーマとして使用された。また、セルフカバー・アルバム『With』に収録されたヴァージョンは、TBSラジオ『小堺一機のサタデーウィズ』のエンディングテーマとして使用された。
  - 来生は企画アルバム『LABYRINTH II』でカバーしている。